# Fluorure d'américium(IV)
Le fluorure d'américium(IV) est un composé chimique de formule AmF4. Il se présente sous la forme d'un solide rose pâle cristallisé dans le système monoclinique selon le groupe d'espace C2/c (no 15) avec pour paramètres cristallins a = 1 249 pm, b = 1 047 pm, c = 820 pm, Z = 12 et β = 126,1°, isostructurel avec le tétrafluorure d'uranium UF4. Il peut être obtenu par fluoration oxydante du fluorure d'américium(III) (en) AmF3,,, :
2 AmF3 (en) + F2 ⟶ 2 AmF4.